# Půlnoční přepadení
Půlnoční přepadení je divadelní hra – situační komedie – Miroslava Mitroviče. Pojednává o vedoucím prodejny, který má milující, ale žárlivou manželku a k tomu náročnou milenku. Vedle toho má nepořádek v účetnictví prodejny a navíc ještě revizi na krku. Děj celého představení se odehrává v noci před zmíněnou kontrolou.

## Postavy
V divadelní hře vystupuje pět postav:
- vedoucí prodejny Michal
- zloděj
- manželka Simona
- milenka Kočka
- policistka